# Bierazinskaje
Bierazinskaje (biał. Беразінскае, ros. Березинское) – agromiasteczko na Białorusi, w obwodzie mińskim, w rejonie mołodeczańskim, w sielsowiecie Horodziłowo.
Powstało w 1951 roku na miejscu wydobycia torfu. Znajduje się tu rzymskokatolicka parafia Bożego Ciała w Bierazinskajach oraz przystanek kolejowy Bierazinskaje na linii Lida - Mołodeczno.